# Глущенки
Глущенки — деревня в Смоленском районе Смоленской области России. Входит в состав Гнёздовского сельского поселения. Глущенки — 202 жителя (2007 год). 
Расположена в западной части области в 5 км к западу от Смоленска, в 4 км севернее автодороги А141 Орёл — Витебск. В 2 км юго-западнее деревни расположена железнодорожная станция Гнёздово на линии Смоленск — Витебск. Глущëнковская курганная группа археологического комплекса Гнëздово находится северо-восточнее лежащего на обоих берегах реки Свинец Центрального поселения, состоящего из городища и селища

## История
В годы Великой Отечественной войны деревня была оккупирована гитлеровскими войсками в июле 1941 года, освобождена в сентябре 1943 года. 